# محافظة أوفس
محافظة أوفس (بالإنجليزية: Uvs Province)‏ هي محافظة في منغوليا، تتبع منغوليا، بلغ عدد سكانها 75٬737 نسمة، في 2014، عاصمتها أولانغوم، تبلغ مساحتها 69٬585٫39 كيلومتر مربع.

## الموقع
تشترك في الحدود مع:
- توفا
- مقاطعة خوفدي
- محافظة بايان-أولجي
- محافظة زافخان

## التقسيمات الإدارية
- بارونتورون
- بوكمورون
- دافست
- خوفد
- خيارجاس
- مالشين
- نارانبولاغ
- أولجي
- أومونجوفي
- Öndörkhangai
- ساجيل
- تاريالان
- تيس
- تساجانكيرخان
- تورغن
- زافخان
- زونجوفي
- زونخانجاي